# الحب في العقد
الحب في العقد (بالكورية: 월수금화목토)؛ هو مسلسل تلفزيوني كوري جنوبي، من بطولة بارك مين يونغ، غو كيونغ-بيو ، كيم جاي يونغ. عرض على قناة تي في إن من 21 سبتمبر إلى 10 نوفمبر 2022، بث كل يوم الأربعاء والخميس الساعة 22:30 بتوقيت (KST).

## القصة
الدراما تدور حول «مساعدة حياة العزاب» تقدم خدمات للرجال غير المتزوجين الذين يحتاجون إلى «زوجة متظاهرة» حتى يتمكنوا من حضور التجمعات مثل تجمعات الازواج وغيرها.

## طاقم

### رئيسي
- بارك مين يونغ في دور تشوي  سانغ اون، تعمل كمساعدة حياة مدفوعة الاجر (زوجة مزيفة)، بمظهر وقدرات وسحر بشكل مثالي.[9]
- غو بيونغ بيو في دور كانغ جي-هو، رجل غامض لديه عقد حصري طويل الأمد مع سانغ اون، أيام الاثنين والأربعاء والجمعة[10]
- كيم جاي يونغ في دور جانغ هاي جين، الابن الأصغر لعائلة شيبول ونجم هاليو، الذي لديه عقد جديد مع  سانغ اون أيام الثلاثاء والخميس والسبت.[11]

### داعم
- جين كيونغ في دور يو مي هو[12]
- كانغ هيونغ-سيوك في دور وو كوانغ-نام[13]
- اهن سوك هوان في دور جونغ جيل تاي[14]
- كيم دونغ هيون في دور تشوي سانغ مو[14]
- جونغ سيونغ هو في دور تشوي تشان هي[14]
- أوه ريونغ في دور كانغ سيو جين[12]
- يانغ جونغ-اه في دور تشوي ران هي[15]
- باي هاي سون في دور كيم سيونغ مي[16]

### أخرون
- بارك شول مين في دور مدير أول[12]
- بارك كيونغ هاي في دور كيم يو مي[12]

### ظهور خاص
- جو جيون هان[17]
- نانا في دور يو مي[18]

## المشاهدات
| الموسم | الموسم | رقم الحلقة | رقم الحلقة | رقم الحلقة | رقم الحلقة | رقم الحلقة | رقم الحلقة | رقم الحلقة | رقم الحلقة | رقم الحلقة | رقم الحلقة | رقم الحلقة | رقم الحلقة | رقم الحلقة | رقم الحلقة | رقم الحلقة | رقم الحلقة | المتوسط |
| الموسم | الموسم | 1          | 2          | 3          | 4          | 5          | 6          | 7          | 8          | 9          | 10         | 11         | 12         | 13         | 14         | 15         | 16         | المتوسط |
| ------ | ------ | ---------- | ---------- | ---------- | ---------- | ---------- | ---------- | ---------- | ---------- | ---------- | ---------- | ---------- | ---------- | ---------- | ---------- | ---------- | ---------- | ------- |
|        | 1      | 919        | 783        | 898        | 853        | 763        | 864        | 658        | 889        | 621        | 698        | 640        | 664        | 669        | 709        | 775        | 693        | 693     |

| الحلقات | تاريخ البث     | تقييمات "نيلسن كوريا" | تقييمات "نيلسن كوريا" |
| الحلقات | تاريخ البث     | على الصعيد الوطني     | منطقة العاصمة         |
| --- | -------------- | --------------------- | --------------------- |
| 1 | 21 سبتمبر2022  | 3.992%                | 3.859%                |
| 2 | 22 سبتمبر 2022 | 3.447%                | 3.818%                |
| 3 | 28 سبتمبر 2022 | 3.761%                | 4.019%                |
| 4 | 29 سبتمبر 2022 | 3.584%                | 3.745%                |
| 5 | 5 اكتوبر 2022  | 3.007%                | 2.905%                |
| 6 | 6 أكتوبر 2022  | 3.539%                | 3.763%                |
| 7 | 12 أكتوبر 2022 | 2.859%                | 2.988%                |
| 8 | 13 أكتوبر 2022 | 3.633%                | 3.744%                |
| 9 | 19 أكتوبر 2022 | 2.679%                | 2.913%                |
| 10 | 20 أكتوبر 2022 | 2.833%                | 2.809%                |
| 11 | 26 اكتوبر 2022 | 2.745%                | 3.241%                |
| 12 | 27 اكتوبر 2022 | 2.804%                | 3.082%                |
| 13 | 2 نوفمبر 2022  | 2.753%                | 2.815%                |
| 14 | 3 نوفمبر 2022  | 2.926%                | 3.394%                |
| 15 | 9 نوفمبر 2022  | 3.122%                | 3.338                 |
| 16 | 10 نوفمبر 2022 | 3.059%                | 3.131%                |
| متوسط | متوسط          | 3.171%                | 3.347%                |
| تُبث هذه الدراما على قناة الكابل / التلفزيون المدفوع الذي عادةً ما يكون جمهورها أصغر نسبيًا مقارنةً بالمحطات التلفزيونية / العامة (KBS ، SBS ، MBC ، EBS). |                |                       |                       |

## الإنتاج

### صناعة
المسلسل من إخراج نام سانغ وو الذي شارك في إخراج مسلسل جنية رفع الأثقال كيم بوك جو(2016)، أميري لمئة عام (2018)، اقتله (2019)، شريكي في السكن جوميهو (2021). من كتابة ها غو دام وهو أول مشروع لها. من تخطيط تي في ان وانتاجه بالإستعانة بفريق استوديو يوكجونغ اوه بتعاون مع استوديوهات ساي جي بقسم الترفية.

### الإصدار
تمت القراءة الأولى للسيناريو في 12 أغسطس 2022. مع الإعلان عن تاريخ العرض الأول، سيعرض المسلسل يومي الأربعاء والخميس كمتابعه لمسلسل أداماس.
في 16 أغسطس 2022 ، كشفت تي في ان عن أول ملصق ترويجي بجانب الإعلان عن تاريخ العرض، من المقرر عرض المسلسل في 21 سبتمبر 2022. في 18 أغسطس 2022 ، أصدرت تي في ان أول عرض تشويقي للمسلسل.

## روابط خارجية
- الموقع الرسمي
 باللغة الكورية
- الحب في العقد على موقع IMDb (الإنجليزية)
- الحب في العقد على موقع نتفليكس (الإنجليزية)
- الحب في العقد على موقع ليتربوكسد (الإنجليزية)
- الحب في العقد على موقع قاعدة بيانات الفيلم (الإنجليزية)
- الحب في العقد على هانسينما